# Oreogrammitis tidorensis
Oreogrammitis tidorensis är en stensöteväxtart som beskrevs av Barbara S. Parris. Oreogrammitis tidorensis ingår i släktet Oreogrammitis och familjen Polypodiaceae. Inga underarter finns listade.